# Wólka Węglowa
Wólka Węglowa – osiedle i obszar Miejskiego Systemu Informacji w dzielnicy Bielany w Warszawie.
Do Warszawy przyłączone w 1951, początkowo w dzielnicy Żoliborz, od 1994 w dzielnicy Bielany. W Wólce Węglowej znajduje się jeden z największych cmentarzy w Warszawie, cmentarz Komunalny Północny.

## Historia
- epoka kamienna – na terenie Wólki znajdują się ludzkie siedliska
- XIV–XV w. – na obszarze dzisiejszej Wólki istniała osada
- około 1765 – założenie wsi królewskiej Wólka w starostwie warszawskim
- 1760 – wieś liczy 18 gospodarstw
- 19 września 1939 – szarża Ułanów Jazłowieckich gen. Romana Abrahama w Dąbrowie znana jako szarża pod Wólką Węglową
- 1943 – Niemcy rozstrzeliwują w pobliżu wsi 15 osób
- 1951 – włączenie Wólki do Warszawy
- 1973 – otwarcie cmentarza Komunalnego Północnego
- 1994 – włączenie do dzielnicy-gminy Bielany

Planowane jest tu też zbudowanie drogi łączącej Kiełpin i Dziekanów Leśny (droga krajowa nr 7 Warszawa – Gdańsk) z budowaną obwodnicą Warszawy w rejonie Powązek.

## Szlaki turystyczne
- Podwarszawski Szlak Pamięci (Laski – Wólka Węglowa) 11,7 km
- Szlak Przechadzkowy (Izabelin – Wólka Węglowa) 7,3 km
- Szlak im. Stefana Żeromskiego (Wólka Węglowa – Uroczysko Na Miny) 7,3 km
- Kampinoski Szlak Rowerowy (wokół KPN) 144,5 km